# Pro Anima
«Pro anima» — ансамбль старинной музыки, организованный в Ленинграде в 1977 году. Руководителем ансамбля с момента основания и до прекращения концертной деятельности в 1993 году был джазовый музыкант Геннадий Гольштейн, самостоятельно освоивший игру на блокфлейте и виоле да гамба. Репертуар ансамбля составляла западноевропейская музыка позднего Средневековья, Ренессанса и раннего барокко (композиторы: Гийом Дюфаи, Франческо да Милано, Иоханнес Чикониа, Джироламо Фрескобальди, Франческо Ландини и др.).

## Основной состав
- Геннадий Гольштейн — руководитель, блокфлейты, виола да гамба
- Татьяна Андрианова (меццо-сопрано, 1977—1981)
- Марина Филиппова (меццо-сопрано, 1980—1993)
- Александр Данилевский (лютня)
- Михаил Иоффе (блокфлейты, клавесин)
- Роман Капорин (блокфлейты)
- Александр Кискачи (блокфлейты, флейта-траверсо)
- Константин Кучеров (виола да гамба, виолончель)
- Марк Эйдлин (лютня)
- Владимир Радченков (клавесин)

## Дискография
- 1980 — Музыка позднего Средневековья и Ренессанса (Мелодия С10 13517-8)
- 1983 — Музыка Италии и Франции XIV—XV веков (Мелодия С10 20219-20)
- 1987 — Иоханнес Чикониа и его время (Мелодия С10 26433-34)
- 1991 — Раннее итальянское барокко (Аудиокассета)